# Корабель прибульців
«Корабель прибульців» (рос. «Корабль пришельцев») — радянський художній фільм 1985 року Сергія Никоненко за мотивами повісті Володимира Губарєва «Легенда про прибульців», в якій художньо інтерпретовані реальні події навколо невдалого запуску четвертого радянського безпілотного корабля-супутника («Супутник-7-1») 22 грудня 1960 року з двома собаками на борту.

## Сюжет
На пошуки космічного корабля, що впав в районі Підкам'яної Тунгуски відправляється експедиція фахівців, які були надіслані Головним конструктором, на чолі з Арвідом Палло (реальна персона). До експедиції приєднуються кореспондент «Комсомольської правди» Тетяна Зименкова і місцевий метеоролог-ентузіаст Мангулов. Ризикуючи, вони самовіддано виконують завдання, забезпечивши майбутній політ першого космонавта Юрія Гагаріна.

## У ролях
| Актор                | Роль                                                              |
| -------------------- | ----------------------------------------------------------------- |
| Олег Табаков         | Головний конструктор (Прототип — Сергій Корольов)                 |
| Катерина Вороніна    | Тетяна Зименкова                                                  |
| Сергій Никоненко     | Георгій Гришин (Прототип — льотчик-космонавт СРСР Георгій Гречко) |
| Райво Трасс          | Арвід Палло                                                       |
| Валерій Гатаєв       | Комаров                                                           |
| Володимир Стєклов    | метеоролог Мангулов                                               |
| Наталія Арінбасарова | дружина Мангулова                                                 |
| Олександр Новиков    | Козлов                                                            |
| Олексій Ванін        | секретар міськкому Тури                                           |
| Яків Бєлєнький       | академік                                                          |
| Борис Григор'єв      | епізод                                                            |

## Знімальна група
- Автор сценарію: Володимир Губарєв
- Режисер: Сергій Никоненко
- Оператор: Андрій Кириллов
- Композитор: Едуард Артем'єв
- Художник: Віктор Сафонов